# 凝固汽油弹

1963年美国空军军演，F-100超級軍刀戰鬥機投掷燃烧弹。

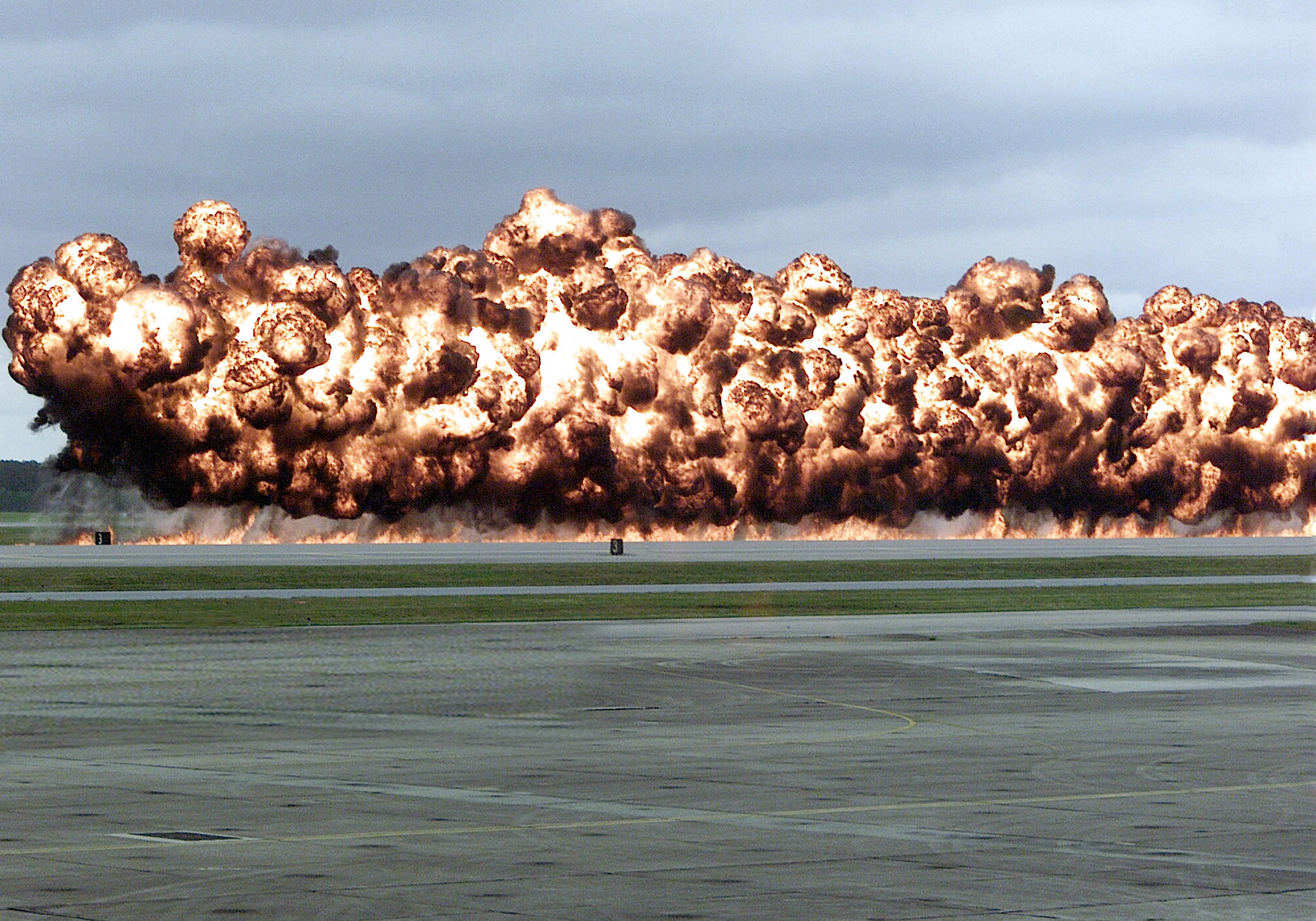
2003年某次飛機展覽中的凝固汽油彈爆炸模擬畫面。該模擬假設炸彈以凝固汽油彈-B-f與汽油混合而成。

凝固汽油彈，亦称燒夷彈，是幾種武器用途的可燃液體之總稱，大多以膠狀汽油為主成份。「napalm」指的是凝固汽油彈中用來與汽油混合以產生膠質燃劑的黏稠劑成份。此詞是由它的研發者路易斯·費瑟所領導的哈佛大學化學家團隊所命名，是naphthenic（環烷酸）與palmitic acid（棕櫚酸）的鋁鹽的混成詞，製造凝固汽油彈時會將這兩種成份加入可燃物質使其膠質化。
凝固汽油弹早期主要被用来攻击建筑物，之后演变为对人员杀伤用武器，其主要通过黏附在人员表面持续燃烧来造成伤害。

## 發展歷程
人类在战争中使用火焰已有很长一段历史，譬如古希腊时期的希腊火便已经开始使用燃油作为燃料。在第一次世界大戰時，由德國人首先設計為步兵可攜式燃燒武器；戰爭後期，雙方各自研發出各式各樣的噴火器。
早期的流質燃劑容易噴濺又難以附著在目標物上，難達到集中殺傷的目的。美國發現改用膠狀汽油（gasoline gel）可以提昇噴火器的射程與效用，但是製造膠狀汽油須使用大量的天然橡膠，但天然橡胶不仅价格昂贵、产量较低，且在二战初期，日军占领了马来西亚、印度尼西亚、越南和泰国等天然橡胶的主要产地后，同盟国的橡胶来源基本上被切断。
天然橡胶的各种缺点引起了杜邦、标准石油公司和哈佛大学的一些研究人员的注意，他们经过大量的努力后研发出能大规模工业生产的合成橡胶，并且可以用于汽车轮胎、坦克履带和雨衣等各种用途。1942年，哈佛大学由美军化学部队（U.S. Chemical Warfare Service）路易教授（Louis Fieser）领导的團隊首先研发出可应用於合成橡胶的凝固汽油。并在1942年4月中旬，他们又研发出了一种新型棕色干燥粉末，粉末本身并不具有粘性，但与汽油混合后就变得极度粘稠与易燃。路易教授的一个同事建议在凝固汽油中加入白磷，可增强凝固汽油的杀伤性，使凝固汽油会滲入肌膚，并继续燃烧，造成更加严重的燒傷。
1965年至1969年，陶氏化学公司为美军量产了凝固汽油-B（napalm-B），以苯和聚苯乙烯为粘稠剂。但当凝固汽油-B的巨大伤害性被媒体报道后，陶氏化学便迅速停止了相关产品的研发。与此同时，凝固汽油-B成为了越南战争的标志之一。

## 军事应用

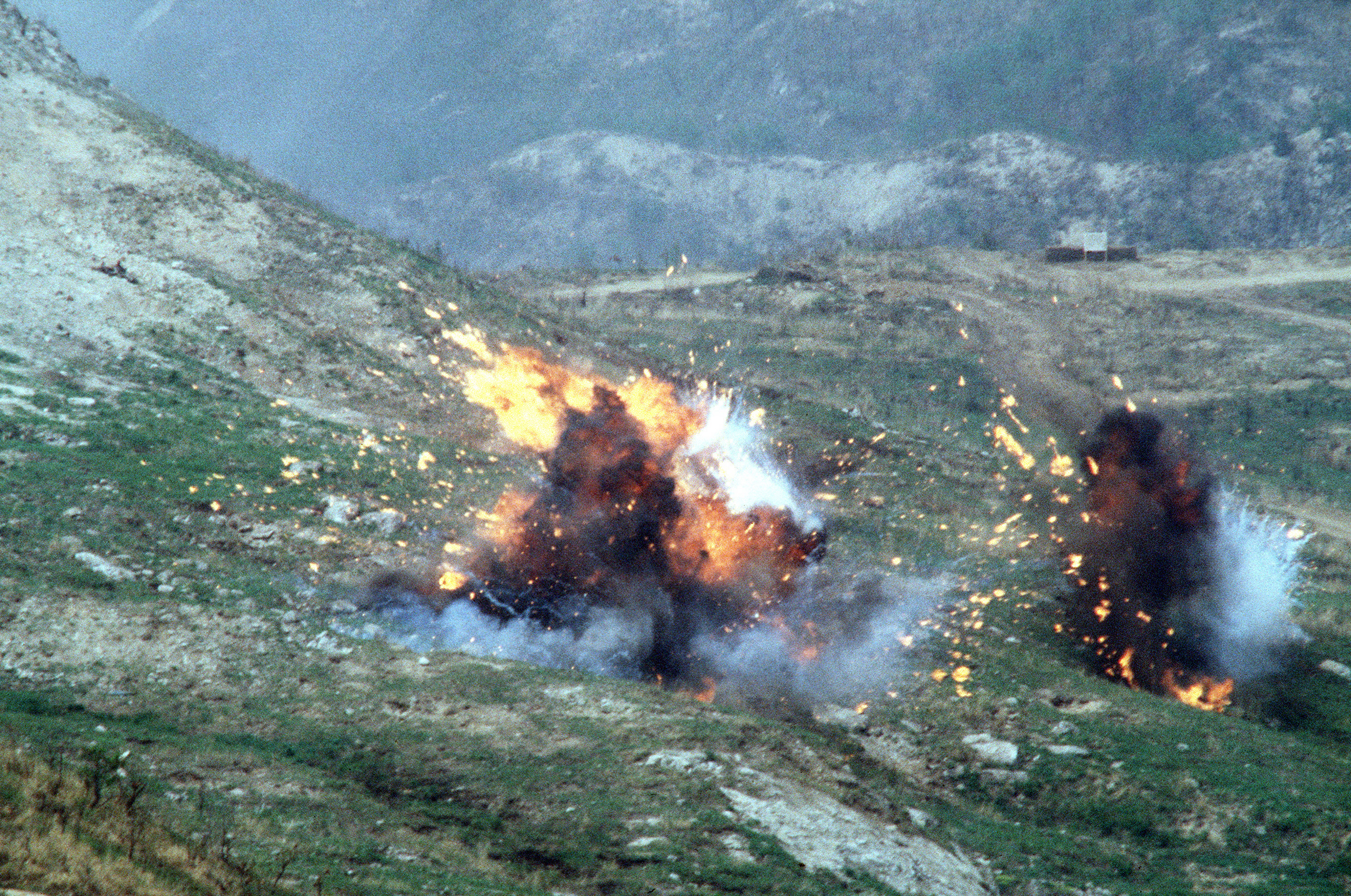
韓國空軍轟炸練習中，F-4E幽靈II戰鬥機投下凝固汽油彈爆炸的照片。

第一次使用是在1944年3月6日，美国空军空袭柏林。
美國與其他同盟國軍隊使用凝固汽油彈黏稠劑，用來改善噴火器與炸彈的可燃液體成份。他們進一步提出此黏稠劑與汽油的混合比例公式，讓混合物能遵循指定的速率燃燒並附著在物體之上。燃燒汽油彈另外一個實用但危險的效果，是它會「急速消耗附近空氣中的氧氣，並產生大量的一氧化碳」，進而造成鄰近的生物窒息，通常用於大噸數炸彈時會發生此效應。

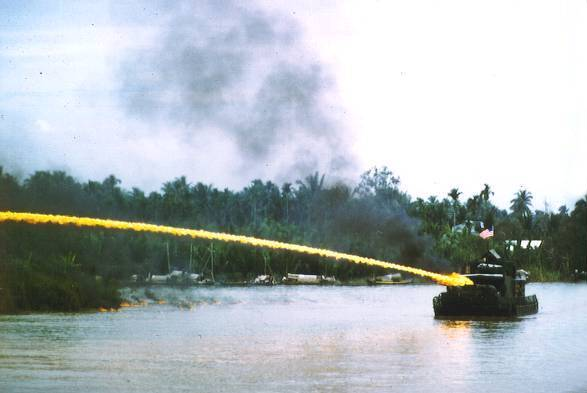
美国海军褐水海军部队在越南使用舰基凝固汽油火焰喷射器。

凝固汽油彈在朝鲜战争中被广泛应用，因为当时美国空军和海军航空兵掌握着几乎整个朝鲜半岛的制空权。
凝固汽油在越南戰爭中达到了顶峰，美军在1963年至1973年十年间投下了38万8千吨凝固汽油弹。而各类凝固汽油武器用于各种用途，包括摧毁部队人员、装甲车辆、建筑物、丛林，乃至铁路隧道。凝固汽油除了对敌人造成物理伤害外，还会造成心理创伤。
在东京大轰炸也曾被使用过。

## 国际法规
1983年签署的《特定常規武器公約》第三議定書第二條：
1. 禁止在任何情況下以平民居民、個別居民或平民目的物作為燃燒武器攻擊的目標。
2. 禁止在任何情況下以空投燃燒武器攻擊位於平民集聚地區內的任何軍事目標。
3. 進一步禁止以空投燃燒武器以外的燃燒武器攻擊位於平民集聚地區內的任何軍事目標， 除非該軍事目標與平民集聚點明顯區分或隔離，並已採取一切可行的預防措施以便使燃燒的效果僅限於軍事目標，同時避免並在任何情況下盡量減少平民生命的意外傷亡和平民目的物的破壞。
4. 禁止以森林或其他種類的植被作為燃燒武器的攻擊目標，但當這種自然環境被用來掩蔽、隱藏或偽裝戰鬥人員或其他軍事目標，或它們本身即軍事目標時，則不在此限。

国际法当前并没有禁止使用凝固汽油攻击军事目标，但若直接攻击敌人本体则极易违反《日内瓦公约》等中的非必要痛苦部分并引起强烈谴责。且由於用任何武器直接攻擊平民都是被國際法規所禁止的，使用凝固汽油弹攻击平民也是被绝对禁止的。该武器因过时和舆论压力在当前已经极少使用。

## 註解
1. 1 2 3 4 5  .   [2007年5月5日]. （原始内容存档于2017年11月7日） （英语）.
2. 1 2  . Nature. 2013, 496 (7443): 29. doi:10.1038/496029a.
3. ↑  . www.warhistoryonline.com. Nikola Budanovic.   [8 November 2017]. （原始内容存档于2019-05-02）.

## 延伸閱讀
- Brooks E. Kleber and Dale Birdsell, The Chemical Warfare Service: Chemicals in Combat.（页面存档备份，存于） (1966) Washington, DC: Center of Military History, United States Army, 1990.
- Paul McCue and Max Baker, SAS Operation Bulbasket: Behind the Lines in Occupied France. Barnsley, S. Yorks: Pen and Sword Books, 2009.
- Robert M. Neer, Napalm: An American Biography. Cambridge, MA: Belnap Press, 2013.

## 外部連結
- Tracking Wildfire（页面存档备份，存于）